# Croix-Rouge italienne
Pour les articles homonymes, voir CRI.
La Croix-Rouge italienne (en italien, Croce Rossa Italiana ou CRI) est la société nationale italienne de la Croix-Rouge, organisation qui a pour origine le Comitato dell'Associazione Italiana per il soccorso ai feriti ed ai malati in guerra à Milan du 15 juin 1864. D'autres comités ont été formés par la suite. La Croix-Rouge italienne a été l'un des membres fondateurs de la Ligue Internationale de la Croix-Rouge en 1919.

## Histoire de la Croix-Rouge italienne
La Croix-Rouge américaine a longtemps été active en Italie, en collaboration avec la Croix-Rouge italienne. Ernest Hemingway a travaillé pour la Croix-Rouge américaine en Italie en 1918. La Croix-Rouge américaine continue d'avoir un bureau à Naples.
Pendant la guerre de Corée, l’hôpital de campagne de la Croix-Rouge Zone 68 (Ospedale da campo CRI no 68) fut envoyé en Corée pour soulager la catastrophe humanitaire. L'Italie n'était pas membre de l'Organisation des Nations unies à l'époque — elle n’adhérera qu’en décembre 1955. L'hôpital de campagne est arrivé en Corée en novembre 1951 et a fourni des services médicaux pour les civils et les soldats blessés de tous les côtés. Il a finalement quitté la Corée en janvier de 1955.

## Principes fondamentaux
Les sept principes fondamentaux de la Croix-Rouge italienne et du Mouvement international de la Croix-Rouge et du Croissant-Rouge sont les suivants:
- Humanité: «La Croix-Rouge et le Croissant-Rouge international, nés d'un désir de porter secours sans discrimination aux blessés des champs de bataille, a une capacité nationale et internationale, à prévenir et à atténuer les souffrances humaines partout où c'est possible. Leur but est de protéger la vie et la santé et à assurer le respect de l'être humain. Ils favorisent la compréhension mutuelle, l'amitié, la coopération et une paix durable entre tous les peuples.»
- Impartialité : «Ils ne font aucune distinction de nationalité, de race, de religion, de classe ou d'opinions politiques. Ils cherchent à soulager la souffrance des individus, étant guidés uniquement par leurs besoins, et de donner la priorité aux cas de détresse les plus urgents.»
- Neutralité: «Afin de continuer à jouir de la confiance de tous, le Mouvement ne peut pas prendre part aux hostilités et, en tout temps, aux controverses d'ordre politique, racial, religieux ou idéologique»
- Indépendance: «Le Mouvement est indépendant. Les Sociétés nationales et les auxiliaires des services humanitaires soumis aux lois de leurs pays respectifs, doivent toujours conserver leur autonomie afin qu'ils puissent être en mesure à tout moment d'agir en conformité avec les principes du mouvement.»
- Service volontaire: «Le service de secours est volontaire et n'est motivé en aucune manière par l'appât du gain.»
- Unité: «Il ne peut y avoir qu'une seule Croix-Rouge ou Croissant-Rouge dans chaque pays. Elle doit être ouverte à tous et doit poursuivre son travail humanitaire sur son territoire.»
- Universalité: «Toutes les Sociétés ont un statut égal au sein de la Croix-Rouge et le Croissant-Rouge international et partagent les responsabilités et devoirs en apportant leur aide à parts égales dans le monde entier.»

## Opérations courantes

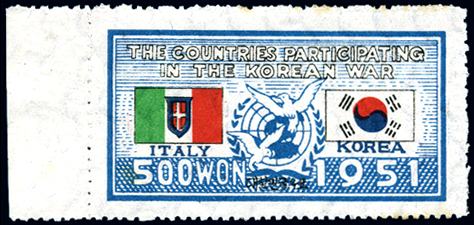
Timbre postal de la Corée du Sud commémorant le rôle de la Croix-rouge italienne pendant la Guerre de Corée.

Actuellement, la Croix-Rouge italienne a le statut d'un organisme de bienfaisance national, sous le haut patronage du Président de la République italienne. La Croix-Rouge italienne est membre de la Fédération internationale des Sociétés de la Croix-Rouge et du Croissant-Rouge. Le docteur Massimo Barra a été élu Président de la Croix-Rouge italienne, le 11 décembre 2005 et a servi jusqu'au 30 octobre, 2008, lorsque le gouvernement italien a nommé le commissaire extraordinaire Francesco Rocca. Le 27 janvier, 2013 Francesco Rocca a été élu Président de la CRI au cours de l'Assemblée nationale de l'organisation.
Les véhicules Croix-Rouge italienne portent des plaques d'immatriculation spéciales.

## Activités
La Croix-Rouge italienne mène actuellement la stratégie 2020 promue par la Fédération internationale de la Croix-Rouge et du Croissant-Rouge. L'objectif principal de ce projet est d'atteindre, au cours de cette décennie, 6 objectifs reposant sur l'analyse des besoins et vulnérabilités de la communauté. Les 6 objectifs stratégiques sont les suivants:
- Sauvegarder et protéger la santé et la vie,
- Favoriser le soutien et l'inclusion sociale,
- Préparer la communauté et répondre aux urgences et aux catastrophes,
- Étendre le droit international humanitaire (DIH), les Principes fondamentaux et les valeurs humanitaires. Coopérer avec les autres membres du Mouvement international de la Croix-Rouge et du Croissant-Rouge,
- Promouvoir le développement des jeunes et de la culture de la citoyenneté active,
- Fonctionner avec transparence, structure efficace et visible, chérissant l'activité des bénévoles.

## Composants
Depuis la réforme de 2012, la Croix-Rouge italienne comporte les éléments suivants:
- Corpo Militare (Ausiliario delle Forze Armate) - Corps Militaire (auxiliaire des Forces armées);
- Corpo delle Infermiere Volontarie (Ausiliarie delle Forze Armate) - infirmières volontaires (auxiliaire des Forces armées);
- Volontari della Croce Rossa Italiana (Componente Civile) - Les bénévoles de la Croix-Rouge italienne (civils).

### Source de traduction
- (en) Cet article est partiellement ou en totalité issu de l’article de Wikipédia en anglais intitulé « Italian Red Cross » (voir la liste des auteurs).